# マクスウェル・フォレスト
マクスウェル・フォレスト(Maxwell Forrest)はアメリカのSFテレビドラマ『スタートレック:エンタープライズ』に登場する架空の人物。2140年代～2150年代にかけてNX計画の責任者、地球連合宇宙艦隊司令部の宇宙艦隊士官、階級は中将～大将。演じたのはヴォーン・アームストロング(Vaughn Armstrong)。日本語版の吹き替えは金尾哲夫／白熊寛嗣 。

## 経歴
2143年

NX計画の責任者だった（当時の階級は准将）。

ワープ2.5を目指すNXアルファのパイロットにＡ・Ｇ・ロビンソンを任命する。

- 補足説明

アーチャーの父親ヘンリー・アーチャーは、NXアルファの設計者であった、この決断は人情的には、心苦しい決断だった。
実験機NXアルファでワープ2の壁を越えるためのテストが実施、失敗する。

ヴァルカン顧問評議会はNX計画の無期延期を催告し、宇宙艦隊はこれに従う。

タッカー大尉が原因を究明し、インターミックスの混合率に問題が有りエンジン自体には問題は無しと解明する。

無断でNXベータを使用してテストフライトを実行、ワープ2.5のスピードを記録する。

（テストパイロットは、ジョナサン・アーチャー中佐及びＡ・Ｇ・ロビンソン中佐）

命令無視であり艦隊規約違反であるが、フォレストは宇宙艦隊司令部に対して。プロジェクトの中断命令解除の要請をだす。

ヴァルカンは一年間のシミュレーションを実施した後、計画再開に合意する。

2144年

計画再開から8ヵ月後にNXデルタでワープ3の突破に成功する（テストパイロットはデュバル中佐）。

5年後完成を目処にNX級宇宙船の建造が始まる（計画では三隻が建造されることとなる）。

参考資料：第50話 "First Flight" 「運命の飛行」
2151年4月

エンタープライズ(NX-01)は進宙し、ジョナサン・アーチャー大佐を船長へと抜擢する。

最初の任務は、地球に不時着し負傷したクリンゴン人のクラングをクロノスへの輸送を命令している。
参考資料：第1・2話 "Broken Bow" 「夢への旅立ち」
2154年

地球連合大使館爆破事件にて犠牲になり死亡する。

## 命令及び許可の内容
地球貨物船ECSフォーチュネイトが自動救難信号を出した為に、調査及び救助に向かうように命令している。

参考資料：第10話"Fortunate Son"「復讐の連鎖」

ソヴァル大使から、フォレスト提督が頼まれて旧型ヴァルカン船のヴァークラスにいる、コヴという機関部員の父親が危篤状態にある為に、コヴから父親に連絡させるように命令されている。親子は断絶状態だった為にアーチャー達は苦労する。コブの父親は最高司令部の大臣だった。

参考資料：第17話"Fusion"「果てなき心の旅」

アーチャー達が、パラーガ人のコロニーにシャトルで降下中に爆発が起こり、パラーガ人のコロニーは消滅する。その事により、3,600名の命が失われた。爆発する原因が不明の為に、アーチャーに原因を究明するように命令している。

その後、スリバンの陰謀と判明するが、探査中止をヴァルカンのソヴァル大使より要求される。トゥポルの進言も有り、フォレスト提督より、探査続行が命令される。

参考資料：第26話"Shockwave, Part I"「暗黒からの衝撃波」(前)・第27話"Shockwave, Part II"「暗黒からの衝撃波」(後)

エンタープライズ(NX-01)が、謎の人類の遺体を載せた小型の宇宙船を回収したとき、コクレーン博士が謎の失踪をした事と関連が無いか、アーチャーに連絡をしている。

参考資料：第42話"Future Tense"「沈黙の漂流船」
北極で発見された機械と生物のハイブリッド生命体であるボーグが調査隊の手により覚醒してしまう。調査隊や地球船を攻撃し同化する事件が起きる。フォレスト提督は、エンタープライズ(NX-01)に帰還命令を出し、調査と必要に応じて破壊をするように命令じている。この時点では、ボーグの存在が何であるか分っていない。

参考資料：第49話"Regeneration"「覚醒する恐怖」
地球を2153年3月ズィンディの球状兵器が攻撃、巨大な炎を発し一直線に地上に注がれフロリダ半島から大きな黒い線として、北から南に向かって、キューバ島も通過し、その爪跡が残った。700万人の犠牲者が出たと、その後に分かる。エンタープライズ(NX-01)は緊急に帰還命令が、フォレスト提督より、アーチャーに出される。

スリバンを操る未来人がズィンディの存在をアーチャーに情報提供する。『航星日誌、2153年4月24日。地球に帰還できるのに心は重い。結局 700万人以上が犠牲となった。』アーチャーは語っている。

地球に帰還後、フォレストは、エンタープライズ(NX-01)のデルフィック領域におけるズィンディ探査の許可を出した。

参考資料：第52話"The Expanse"「帰還なき旅」